# Ambros Brütting Bräu

Bierdeckel der Ambros Bräu mit dem Mittleren bayerischen Wappen

Die Ambros Brütting Bräu war eine Brauerei im oberfränkischen Bad Staffelstein. Sie war lange Zeit bayerischer Hoflieferant.

## Geschichte
Die Brauerei wurde von Ambros Brütting im 17. Jahrhundert gegründet. Im Jahr 1848 erwarb der damalige Brauereibesitzer Johann Brütting den Staffelsteiner Gasthof Grüner Baum. Johann Brütting übergab die Brauerei und den Gasthof seinem Sohn Ambros, in dessen Zeit der Wittelsbacher Resident auf Schloss Banz, Max von Bayern, die Brauerei zum Herzoglichen Hoflieferanten ernannte.
Im Jahr 1919 übernahm Ambros’ Sohn Karl zusammen mit seiner Frau Babette den Betrieb. Nach Karls Tod im Jahre 1951 übernahmen seine Söhne Ambros und Josef den Betrieb. Nach dem frühen Tod von Ambros führte Josef Brütting das Unternehmen ab 1983 alleine weiter. Bis 1990 befand sich die Ambros Brütting Bräu im Familienbesitz, danach musste sie wegen Nachwuchsproblemen verkauft werden. Im Jahre 1994 oder 1995 wurde der Brauereibetrieb eingestellt. Das Brauereigebäude wurde 1998/1999 abgerissen.